# ماركو فيور
ماركو فيور (بالإيطالية: Marco Fiore)‏ هو لاعب كرة قدم إيطالي، ولد في 2 فبراير 1989. لعب مع نادي كاتانيا.

## وصلات خارجية
- ماركو فيور على موقع قاعدة بيانات كرة القدم.إي يو (الإنجليزية)
- ماركو فيور على موقع Soccerway.com (الإنجليزية)